# 藺相如
藺相如，戰国时期赵国大臣，官至上卿。食采于蔺（今山西吕梁市柳林县孟门镇），便以封邑为氏，称蔺氏。他與完璧归赵、渑池之会与负荆请罪等三个事件有關。

## 生平
關於藺相如的生平記載甚少。
《史記·廉頗藺相如列傳》所載，藺相如原为趙國宦官令繆賢的門客。缪贤是赵惠文王的宦官，后来曾因犯罪计划出逃燕国，说起燕王私下里曾握着他的手声称愿意与他结为朋友。蔺相如劝阻他，认为出奔燕国必然会被燕王逮捕送还赵国，不如主动向惠文王请罪。缪贤照做果然得到惠文王赦免。事后，缪贤对蔺相如颇为器重。
前283年，秦昭襄王派使者来趙國，愿以十五座城来换赵国收藏的“和氏璧”。赵国群臣商议后认为，奉璧予秦国，则恐得不到城池；若不奉璧予秦国，则可能被秦国攻打，悬疑未决。在缪贤的推荐下，惠文王派蔺相如持和氏璧出使秦国。蔺相如藉著自己的智慧和过人的意志成功保住了和氏璧，而秦国也没有献出城池，史称完璧歸趙。归国后，趙惠文王拜他為上大夫。

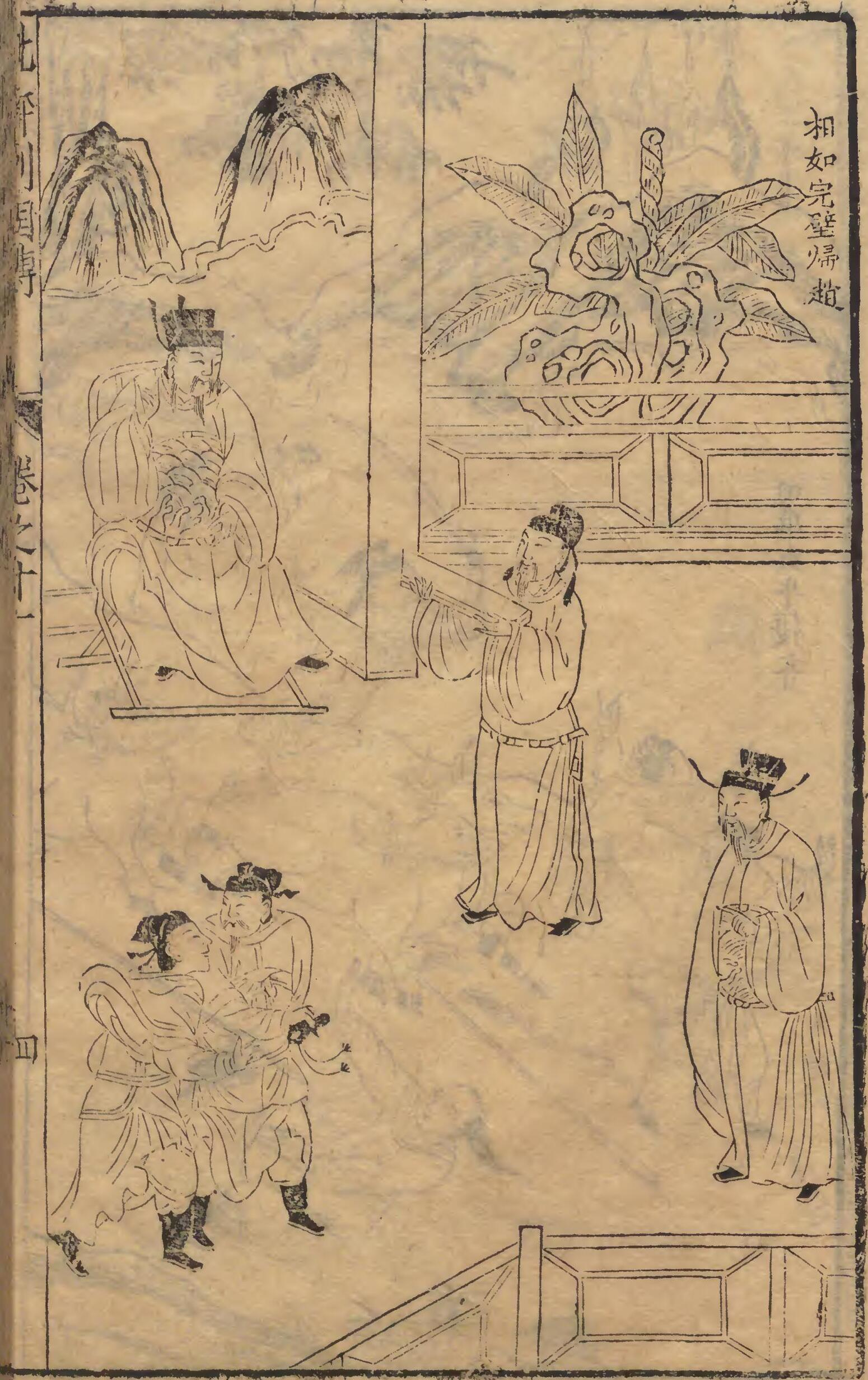
藺相如完璧歸趙

前279年，秦昭襄王计划攻打趙国，派人约惠文王至澠池相會，声称希望与赵国共弃前嫌。惠文王原本不想前去，但在蔺相如和廉颇认为不去就会示弱于秦国，最终惠文王下决定携蔺相如赴会，以廉颇带兵护卫。秦王欲羞辱赵王，但被蔺相如巧妙化解。归国后，趙惠文王认为蔺相如功劳更大，拜他為上卿，位居廉颇之上。然而廉颇却看不起他，认为自己带兵护卫赵王功勋卓著，而蔺相如只是一个伶牙利齿出众的卑贱之人，对此颇为不平。蔺相如得知后便竭力避免与廉颇见面，他的手下都想离他而去，他说自己并非畏惧廉颇，只是若与廉颇闹翻的话，秦国可能会趁虚而入；为了顾及赵国社稷，自己才故意回避廉颇。廉颇得知后颇为愧疚，便前去蔺相如府上負荊請罪，此后，二人成为刎頸之交。後來藺相如一度率軍進攻齊國。
前261年，秦国进攻赵国的上党郡，赵孝成王派廉颇前去救援。因秦军强大，廉颇采取坚壁清野的政策固守不出。秦王派人到赵国散布谣言，说秦军非常畏惧赵括。孝成王得知后，欲以趙括取代廉頗。当时蔺相如已經病重，认为赵括饱读兵书却不知变通（紙上談兵），反對撤換廉頗，蔺相如力劝赵王勿用趙括，但趙王不听。趙國以赵括为统帅，最后果然在長平之戰中被秦国大敗。不久蔺相如病卒。
蔺相如墓在今河北省邯郸市境内。
西漢辭賦家司馬相如因慕藺相如之人，故更名「相如」，取字「長卿」。

## 影劇形象
- 1980年台灣中視連續劇《戰國風雲》，由吳風飾演。
- 2017年大陸電視劇《大秦帝國之崛起》，由焦俊翔飾演。